# Helgenæs
Helgenæs – niewielki półwysep wyciągający się z Mols, jest to część półwyspu Djursland, oraz część Jutlandii w Danii.

## Etymologia
Helgenæs to duńska nazwa wynikająca z "Hellig" (święty) + "Næs" (przylądek).

### Geografia
Helgenæs ma całkowitą powierzchnię około 20 km². Powstał on w czasie epoki lodowcowej około 16000 lat temu. Najwęższa część półwyspu ma około 240 metrów. Na zachód od Helgenæs, 16 kilometrów Århus Bay, leży Århus, drugie co do wielkości miasto w Danii. 10 km na wschód znajduje Ebeltoft, ważne duńskie miasteczko nadmorskie, a 5 km na północny zachód jest inny, nieco większy półwysep Skødshoved.